# Zacatecasi csata (1914)
Az 1914. június 23-án lezajlott zacatecasi csata a mexikói forradalom egyik jelentős ütközete volt, ahol a Pancho Villa vezette forradalmárok elfoglalták a huertista szövetségi erők által védett Zacatecas várost.

## Előzmények
Az 1910-ben kezdődött forradalom első szakasza a forradalmárok győzelmével zárult: 1911-ben lemondott Porfirio Díaz elnök, helyére később Francisco Ignacio Madero, a forradalom kirobbantója került. 1913 elején azonban a régi rendszer hívei Victoriano Huerta árulása segítségével meggyilkolták Maderót, az új elnök Huerta lett. Ellene országos összefogás alakult ki a korábbi forradalmárok köreiben, Venustiano Carranza coahuilai kormányzó volt az, aki saját magát az egész felkelés fővezérévé nevezte ki. Az ország északi részén három nagy hadosztály alakult ki: Chihuahua államban és a Comarca Lagunerában tevékenykedett a Pancho Villa vezette északi hadosztály, Sonorában Álvaro Obregón vezette az északnyugati hadosztályt, az északkeleti területeken pedig Pablo González Garza seregei harcoltak.
1914 késő tavaszára szinte a teljes északi országrészt elfoglalták, és dél felé haladtak. Villa és Carranza között lassan elmérgesedett a viszony: Villa nem nézte jó szemmel, hogy Carranza bele akar szólni az addig jól működő északi hadosztály működésébe, Carranza pedig nem akarta, hogy Villa, az általa irányíthatatlannak tartott, és vele például szociális kérdésekben sem egyetértő vezér legyen az, aki elsőként eléri Mexikóvárost. Ehelyett azt tervezte, a megbízhatóbb carranzista, Álvaro Obregón lesz ez a személy.
Miután Villa csapatai április elején elfoglalták Torreónt, május elején összeült a forradalmárok juntája, ahol Carranza arra utasította Villát, hogy ne az eredeti terveknek megfelelően Zacatecas, hanem Saltillo irányába induljon el. Ő eleinte tiltakozott ugyan, ám végül meggyőzték azzal, hogy rámutattak: Saltillo a vonatok számára nélkülözhetetlen szén fontos lelőhelyének, a coahuilai szénmedencéknek a kijáratában fekszik, ezért stratégiai fontosságú hely. Csapatai Paredónnál legyőzték a szövetségieket, akik ezután kivonultak Saltillóból, így Villa visszatért Chihuahuába, majd Torreónba, Carranza pedig június elején Saltillóba utazott.
A következő napokban Villa és Carranza számos üzenetet váltott egymással távírón keresztül. Carranza megtiltotta Villának, hogy akár egyetlen vonatot is elindítson Torreónból az ő engedélye nélkül, és Villa hiába küldte Silvestre Terrazast Saltillóba tárgyalni, Carranza hajthatatlan maradt.
Eközben Pánfilo Natera seregei 7000 emberrel, ám ágyúk és szinte géppuskák nélkül északi és déli irányból megtámadták Zacatecast, de a várost védő Luis Medina Barrón 1800 embere állta az ostromot. 11-én Carranza, hogy megossza az északi hadosztály erőit, úgy rendelkezett, hogy Torreónból küldjenek 3000 embert Zacatecasba erősítésnek, 12-én pedig azt írta, ha még nem indultak el, akkor menjenek inkább 5000-en, José Isabel Robles vezetésével. Villa igen dühös lett, amiért meg kellett volna osztania az erőket, és azt hazudta, hogy Robles beteg, ezért nem mehet. Társai hallatára pedig így kiáltott fel: „Saltillóba megyünk és felakasztjuk az öreget [Carranzát] és »achichincléit« [segítőit]! Mindet felakasztjuk!” Még ugyanezen a napon, 12-én Natera vereséget szenvedett Zacatecasnál, valószínűleg amiatt, hogy a szövetségiekhez megérkezett Benjamín Argumedo hatszáz vörös lovasa.
Villa a történtek hatására úgy döntött, lemond az északi hadosztály vezetéséről. Carranza 13-án reggel táviratban, megköszönve Villa eddigi szolgálatait, elfogadta a lemondást, és azt kérte, hívják össze a távírószobába Villa 11 tábornokát: Felipe Ángelest, José Isabel Roblest, Tomás Urbinát, Calixto Contrerast, Eugenio Aguirre Benavidest, Severino Cenicerost, José Rodríguezt, Maclovio Herrerát, Toribio Ortegát, Martiniano Servínt és Máximo Garcíát. Ekkor különféle sértések és káromkodások hangzottak el, Trinidad Rodríguez kijelentette, hogy ő inkább felmegy a hegyekbe és gyökereket fog enni, Ángeles pedig úgy vélekedett, az északi hadosztály fel fog oszlani, esetleg fel is lázadni.
Villa üzenetet küldött Obregónnak is, röviden elmesélve a történteket, és felajánlotta neki, hogy együtt haladjanak tovább, figyelmen kívül hagyva Carranzát. Obregón tiltakozott, és megpróbálta lebeszélni Villát erről a tervéről. Az előbb megszólított villista tábornokok és néhány társuk választáviratot küldtek a vezérnek, és kifejezték egyet nem értésüket, majd figyelmeztették Carranzát, hogy akár ők is lemondhatnak seregeik vezetéséről, a hadosztály pedig felbomolhat, ő azonban ragaszkodott ahhoz, hogy válasszanak maguk közül új parancsnokot, és küldjenek embereket Zacatecasba.
Másnap megüzenték a vezérnek, hogy nem veszik figyelembe döntését, és Villa vezetésével a teljes hadosztály hamarosan elindul Zacatecas felé. Vannak, akik szerint a villista tábornokok döntése egyhangú volt, de vannak, akik szerint nem, például Aguirre Benavidesről, Orestes Pereyráról és Trinidad Rodríguezről is állítják, hogy nem értett egyet velük.
15-étől vagy 16-ától kezdve az első vonatok elindultak délre.

## A csata
Zacatecas városát hegyek övezik, csak három irányból közelíthető meg könnyen: északról, keletről, és délnyugatról, a vasút mentén. Ez a fekvés a Luis Medina Barrón által vezetett védőknek kedvezett. Barrónnak eredetileg 3500 embere volt, de 16-ától kezdve 14 vonaton megérkezett Maas tábornok 4000, főként lovas katonája, akik egy 75 mm-es ágyút is hoztak magukkal (ezt az El Grillo csúcson levő erődnél helyezték el), valamint 600 irreguláris vörös lovas Benjamín Argumedo vezetésével, 20-án pedig Olea tábornok vezetésével újabb 1800 fő. Így a csata kezdetére összlétszámuk megközelítette a 10 000 főt, ágyúik száma pedig 12-re nőtt. Számos szögesdrótos, kőből rakott falas, lövészárkos védelmi állást létesítettek a környező hegyekben: a La Pila, az El Grillo, a La Bufa, az El Crestón Chino, a La Sierpe, a Los Clérigos, az El Cobre, a Las Balsas, az El Padre és az El Observatorio csúcsokon, valamint a Cinco Señores és az El Refugio bányáknál, valamint lövészárkokat létesítettek a vasútállomásnál és a régi és az új temetőnél. Tartalékaik a Santo Domingo, az El Cobre és a La Ciudadela laktanyákban, a rendőrségen, a községi palotában és az Alamedánál helyezkedtek el. A városkörnyéki síkságokon felégették a takarmánynövényeket, hogy az ostromlók lovainak ne maradjon.
A forradalmárok közel 20 000-es hada esőben, köpenyek nélkül indult útnak Torreónból: elöl haladt Tomás Urbina vonata, majd öt szerelvény Felipe Ángelesszel és az ágyúkkal. Pancho Villa egyelőre nem tartott velük. A sereg 19-én, szintén esőben érkezett meg La Calerába, 25 km-re Zacatecastól. 20-án Ángeles felderítést rendelt el, ekkor már elkezdődtek az első, szórványos lövöldözések a környező hegyekből. Ángeles úgy gondolta, a legjobb lenne északról támadni, mert onnan saját ágyúikkal lőhetik a védőkéit, és fedezhetik a gyalogság előrehaladását a csúcsok irányába. A tüzérséget először Morelosba telepítette, majd Vetagrandébe, ahol a gyalogság főhadiszállását is berendezte. Pánfilo Natera 5000-es seregét a várostól délkeletre található Guadalupéhez küldték, hogy elzárják a kiutat arrafelé. 21-én reggelre az utolsóként megérkező brigádok (Trinidad Rodríguez és Toribio Ortega emberei) is elfoglalták pozícióikat.
21-én délután 3 óra körül Maclovio Herrera táborozó embereit ágyútalálatok érték, három halottat követelve. Herrera dühbe jött, és elrendelte, hogy most azonnal támadjanak. Meg is indultak a vasútállomás irányába, és elindult velük Manuel Chao csapata is, Ángeles pedig 10 ágyúval támogatta őket. A védők azonban folyamatosan lőtték őket, Herrera karja is megsebesült, ráadásul el voltak szigetelve a hadosztály többi részétől, így hamarosan a visszavonulás mellett döntöttek. A tüzérség másik részét eközben közelebb telepítették a városhoz, egy Mina de la Plata („Ezüstbánya”) nevű tanyára. Délután 4-kor Natera emberei is összecsaptak Antonio Rojas ezredes vöröseivel, de a védők őket is visszaverték. Az éjszaka szórványos lövöldözésekkel és kisebb támadásokkal telt.
22-én reggel Ortega brigádja az El Padre csúcs felé haladt, miközben a villista tüzérség a védők ágyúit lőtte. A Chihuahuában készített gránátok azonban hibásak voltak, így kevés kárt okoztak.
Ez volt az a nap, amikor Villa is elindult Torreónból Zacatecas felé. Amikor megérkezett, azt a hírt kapta, hogy Ortega rendkívül beteg, ezért különvonattal Chihuahuába küldte kórházba. Ezután megszemlélte a helyzetet, kis változtatásokat rendelt el a felvett pozíciókon, éjszaka pedig, miközben a La Bufa csúcson elhelyezett fényszóró megvilágította őket, áttelepítették az ágyúkat is. Bár valószínűleg nem adott támadási parancsot, éjjel is történtek kisebb összecsapások, főként a vasútállomásnál, amit többször is megszerzett és elvesztett mindkét fél. Villa úgy döntött, az összehangolt támadás 23-án délelőtt 10-kor fog kezdődni, minden irányból.
23-án 9:30-kor Villa a kíséretét alkotó embereket és vezérkarának egy részét felosztotta a különböző brigádok között, ő maga egy rajta kívül még hat főből álló kis csoporttal maradt. Hamarosan elkezdődött a támadás. Északon Ceniceros, Urbina és Eugenio Aguirre Benavides emberei, Gonzalitos harmadik zászlóalja és Raúl Madero csapatának egy része a La Sierpét támadta, északnyugaton José Rodríguez, Trinidad Rodríguez és Rosalío Hernández a Loreto-csúcsot, nyugaton Martiniano Servín utászai és Almanza ezredes, délnyugaton Herrera, Ortega és Manuel Chao brigádjai, délkeleten pedig (a vasútállomás, valamint az El Padre és az El Refugio csúcsok ellen) Natera indított támadást. A forradalmárok egyetlen repülőgépe korábban megsérült, ezért nem vehetett részt a harcban.
Északon a villisták ágyúi főként a Loreto-csúcs felé haladó gyalogságot támogatták. Trinidad Rodríguez elhagyta a tüzéreket, és csatlakozott a hozzá tartozó Cuauhtémoc brigád támadóihoz. 25 perc alatt kiverték a védőket a hegyről, ám Rodríguez súlyosan megsérült. Később őt is különvonattal akarták kórházba szállítani, ám útközben Torreónban belehalt sérülésébe.
10:40-kor Herrera egységei elfoglalták a déli El Padre csúcsot. Az újonnan elfoglalt Loretóra is felvittek ágyúkat, hogy a La Sierpét támadó Servínnek onnan tüzérségi támogatást adhassanak. Délre ezt a csúcsot is sikerült elfoglalni, közben pedig Natera megszerezte az El Refugiót is, és az állomáshoz közelített. A Loretóról (ahova Villa is felment, és egy ellenséges ágyú lövése tőle három méterre csapódott be) nem csak a La Sierpét, hanem az El Grillót is lőhették már, amit Raúl Madero egységei támadtak, ám ott erős védelembe ütköztek. Rodolfo Fierro és José Ruiz egy tucatnyi emberrel elindult a csúcs felé, majd Villa újabb 200 embert küldött melléjük, de így sem sikerült bevenniük az ottani erődöt. Fierro a lábán súlyosan meg is sérült. Délután 1 óra körül sikerült a tüzérségnek meggyengítenie az El Grilló-i védelmet, fél óra múlva pedig teljesen szétszóródtak az ottani, régóta éhező, lelkesedésüket is vesztett szövetségiek.
Délután 3 körül Herrera emberei elfoglalták a vasútállomást, így már szinte csak a La Bufa maradt a védők kezén, igaz, ez volt a legerősebb pont az összes közül. Amikor elindult ellene a támadás, fél négy táján hatalmas robbanás rázta meg a várost: a kormánypalota épülete robbant fel, egyetlen fal sem maradt belőle épen. Naterának 37 embere halt meg a robbanásban, a romok alatt 89 szövetségi katona holttestét találták meg, valamint életét vesztette a szomszédos házban lakó család 9 tagja is. Hogy mi okozta a robbanást, arra ma két különböző magyarázatot adnak. Vagy a menekülő szövetségiek robbantottak fel nagy mennyiségű lőport, hogy ne váljon a felkelők hadizsákmányává, vagy amikor a villisták lövésekkel akartak kinyitni egy ajtót, ezzel véletlenül felrobbantották az ott elhelyezett robbanóanyagot.
Négy óra táján Benjamín Argumedo 600 szablyás emberével rohamot indított a Juan Alonso utcán Guadalupe irányába, csatlakozott hozzájuk Medina Barrón tábornok is. Ki akartak törni az ostromgyűrűből, de az Arrieta testvérek útjukat állták. A 600 közül mindössze 100-an maradtak élve. A városközpontban ettől függetlenül szintén összeomlott a front, majd a villista tüzérség a La Bufán levő állásokat is megsemmisítette. Faustino Borunda tűzte ki a forradalmárok zászlaját a csúcsra. Fél hatra az egész városban győzelmet arattak a felkelők.
Számos szövetségi katona igyekezett átöltözni civil ruhába, mert tudták, ha nem álcázzák magukat, nagy eséllyel elpusztulnak. Újabb 800 fős csapatuk, köztük több tábornok, a temetőn keresztül próbált kitörni Guadalupe felé, de a dombokról és a háztetőkről folyamatosan lőtték őket a villisták, így csak néhányan tudtak megmenekülni, nagy részüket lemészárolták, ahogyan a többi hasonló menekülni próbálót is. Natera szerint a 6000-ből mindössze 1000-en jutottak ki a városból, Villa szerint a csatában összesen 4000 kormánykatona halt meg. A forradalmárok táborában 500 körül volt a halottak, 800 körül a sebesültek száma. A hadizsákmány jelentős volt: megszerezték a védők 12 ágyúját, több géppuskát, 12 000 Mauser puskát, kilenc vonatot, valamint 12 vagonnyi lőszert és ágyúgolyót.

## A csata utáni órák és napok

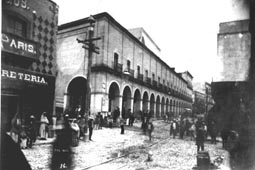
Zacatecas egy utcája 26-án

A győztesek közül többen fosztogatni kezdtek a városban, de Villa agyonlövéssel fenyegette meg őket. Ugyancsak elrendelte az alkoholos italok megsemmisítését városszerte, a lakosságtól lefoglalt, a vasútállomásnál összegyűjtött bútorokat pedig visszajuttatta eredeti tulajdonosaikhoz. 3000 foglyot állított munkába, hogy megtisztítsák az utcákat a holttestektől, de a foglyok közül több tisztet ki is végeztek. Mivel a kórházvonatok nem voltak elegendők a sérültek ellátására, további ideiglenes „kórházakat” rögtönöztek többhelyütt a városban.
Hamarosan letartóztatták a városban a lasallista iskola paptanárait. A francia konzul közbenjárására felajánlották, hogy ha hitoktatás helyett a reformháború alatt kiharcolt törvényeket oktatják, misék helyett pedig történelmi megemlékezéseket tartanak, akkor a városban maradhatnak és folytathatják a tanítást. Ők ebbe nem egyeztek bele, ezért július 3-án az Egyesült Államokba deportálták őket egy tehervagonban.